# Beckriska
Beckriska (Lactarius picinus) är en svampart som tillhör divisionen basidiesvampar, och som beskrevs av Fr.. Beckriska ingår i släktet riskor, och familjen kremlor och riskor. Arten är reproducerande i Sverige.

## Bildgalleri

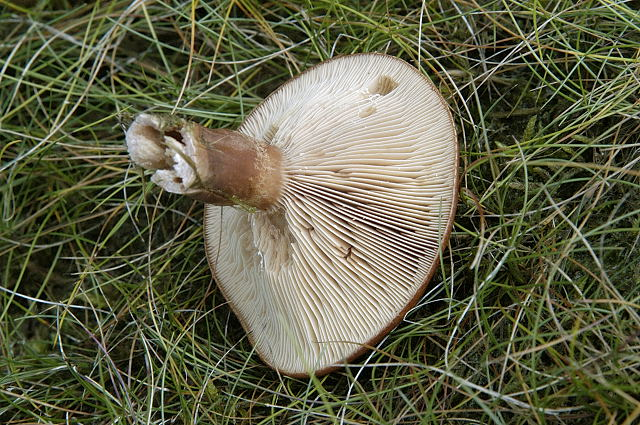
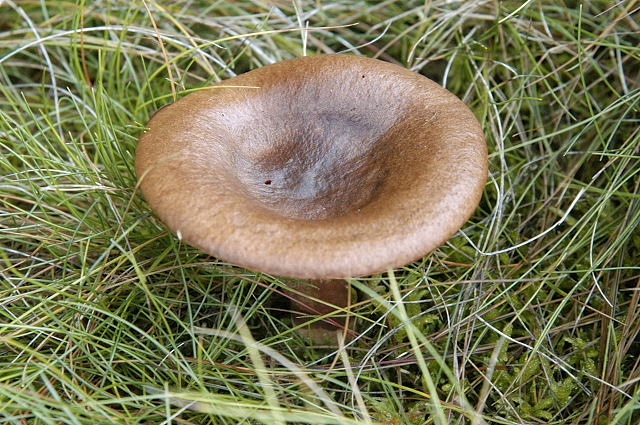
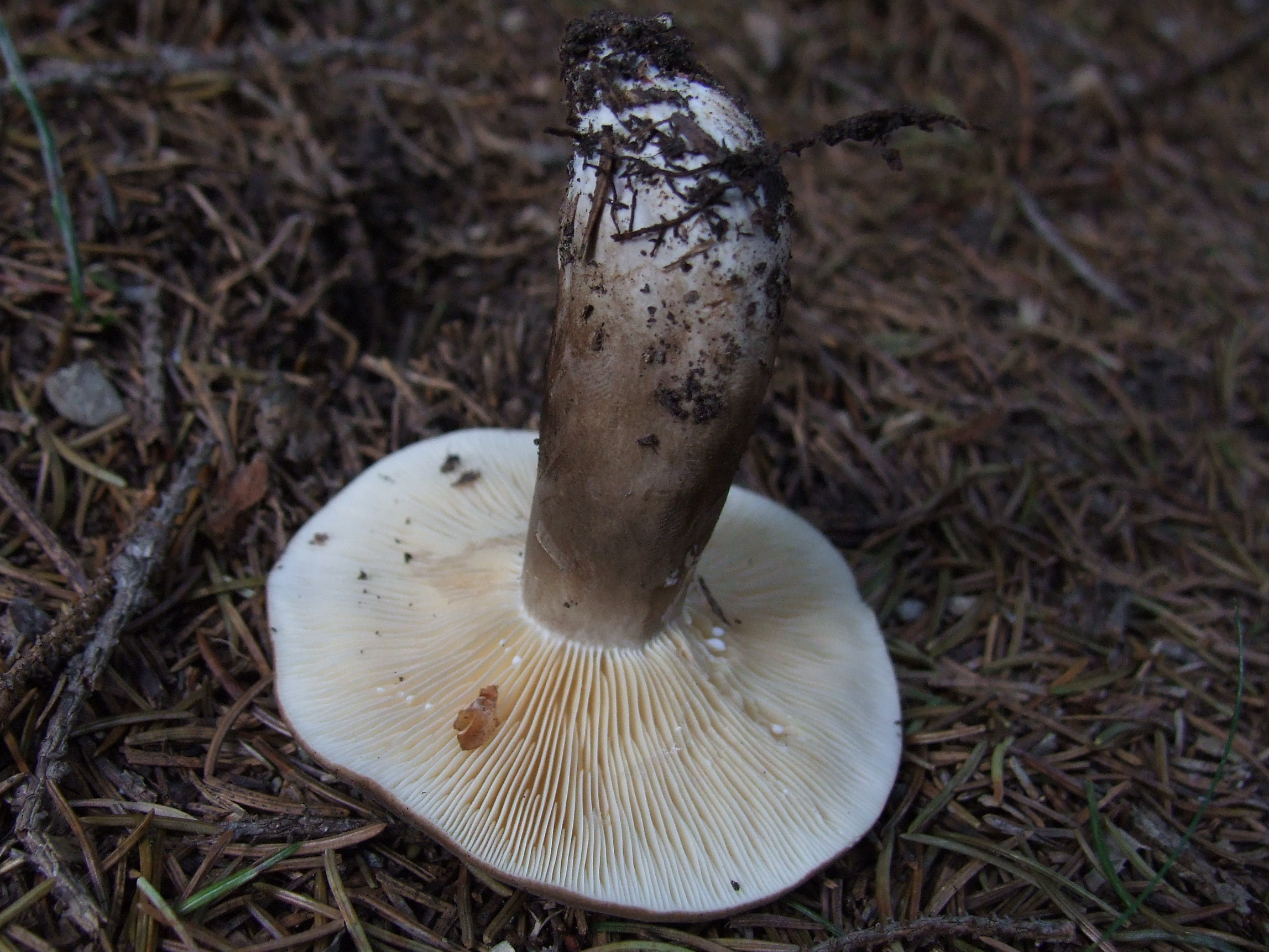